# Mezőtelkes

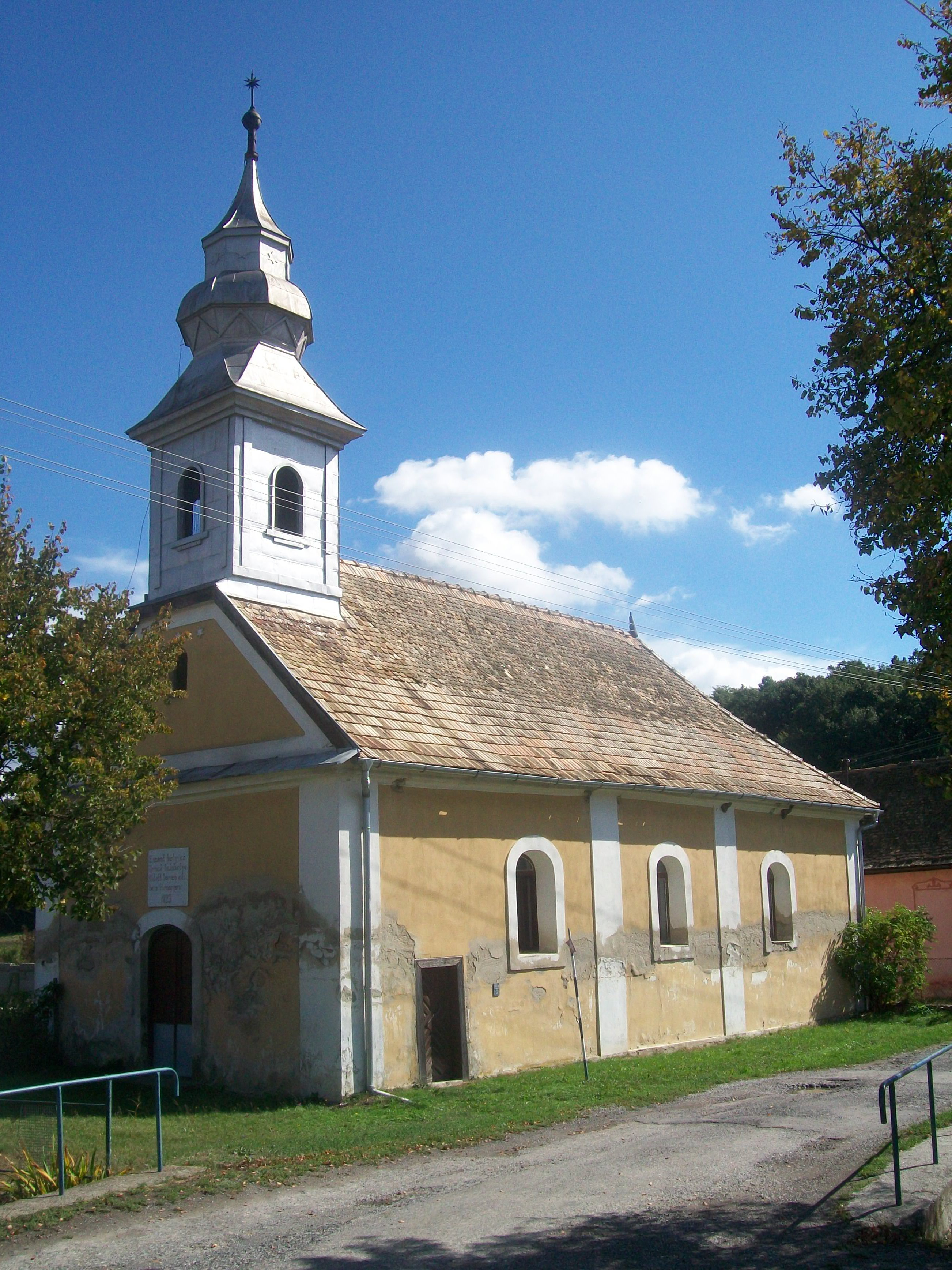
Református temploma

Mezőtelkes (szlovákul Mojín) Rimaszombat településrésze Szlovákiában, a Besztercebányai kerület Rimaszombati járásában.

## Fekvése
Rimaszombathoz tartozik, a városközponttól 6 km-re délnyugatra, a Rima jobb oldali mellékvölgyében fekszik.

## Története
1334-ben "Moyun" alakban említik először. Eredeti neve Majom volt, mely csúfolódásra adott okot, ezért 1906-ban átkeresztelték mai nevére.
Vályi András szerint: "MAJOM. Magyar falu Gömör Várm. földes Urai B. Vécsey, és több Uraságok, lakosai külömbfélék, fekszik Rimaszombathoz nem meszsze, mellynek filiája, földgye középszerű, piatzozása nem meszsze, legelője elég, fája mnd a’ két féle, makkja, gyűmöltsös kertyei, és káposztássai jók, Nyírfa vízzel, és tserép edényekkel, is keresnek pénzt."
Fényes Elek szerint: "Majom, magyar falu, Gömör és Kis-Honth egyesült vmegyékben, Rimaszombathoz 1 órányira: 51 kath., 175 ref., 48 evang. lak. Erdejében igen szép és vastag nyirfák találtatnak s nyirvízzel is kereskednek. F. u. b. Vécsey s m."
Gömör-Kishont vármegye monográfiája szerint: "Majom, Rimaszombat közelében fekvő magyar kisközség, 71 házzal és 328 ev. ref. vallású lakossal. 1334-ben Moyun néven, a kalocsai érsek birtoka. Utána Szécsényi Tamás aradi, barsi és szerémi főispáné. 1427–1431 között királynéi falu. Ezentúl azután a többi ajnácskői várbirtokok sorsában osztozik. Későbbi birtokosai a báró Vécsey, gróf Berchthold, a Fáy és a Szathmáry családok s gróf Berchtholdnak és Fáy Antalnak most is van itt nagyobb birtokuk. A községben savanyúvízforrás van. A lakosok hitelszövetkezetet tartanak fenn. A községben levő ev. ref. templom építési ideje ismeretlen. Ide tartoznak Teresztenye és Majsa puszták, melyeknek mindegyike már a XV. század elején szerepel. Majsa a Széchiek birtoka volt, Teresztenye pedig Terstene, majd Thereszthenye néven a gombaszögi pálosoké. A község postája, távírója és vasúti állomása Rimaszombat."
1910-ben 298, túlnyomórészt magyar lakosa volt. A trianoni diktátumig Gömör-Kishont vármegye Feledi járásához tartozott. 1921-ben 288-an lakták, ebből 265 magyar. 1938 és 1944 között újra Magyarország része.
A második világháború után magyar lakosságának közel egyharmadát áttelepítették Magyarországra, helyükre magyarországi szlovákok települtek. 1970-ben 240 lakosából 125 szlovák és 115 magyar volt. 1975-ben csatolták Rimaszombathoz.

## Nevezetességei
Református temploma a 19. század első felében épült barokk-klasszicista stílusban.

## Külső hivatkozások
- Csehszlovákiai magyarok lexikona
- Mezőtelkes Szlovákia térképén